# Корнель і Берні
Корнель і Берні (англ. Corneil and Bernie, Watch My Chops) — мультсеріал про Корнеля, пса-розумика, що вміє розмовляти, та про його няньку - підлітка Берні Берґеса.

## Сюжет
Щоразу, коли Берні Берґес попадає у халепу, то йому (майже) завжди допомагає пес на ім'я Корнель.

## Персонажі
- Корнель — розмовляючий пес-розумник.
- Берні Берґес — нянька Корнеля, який вічно попадає у халепу.
- Джон і Бет — хазяїни Корнеля.
- Дядько Ріко — дядько Берні.
- Ромео —  найкрасивіший хлопець школи.
- Марта —  однокласниця Берні.

## Озвучування та дубляж

### Двоголосе закадрове озвучення продюсерського центру «Prime-Time» на студії «Propeller Production»
З цим закадровим озвученням мультсеріал транслювався різними українськими регіональними телеканалами.
- Олександр Завальський — всі чоловічі ролі
- Ніна Касторф — всі жіночі ролі

### Багатоголосе закадрове озвучення студії на замовлення телеканалу «M1»
Транслювався на телеканалі M1, з власним закадровим озвученням.

### Дубляж на замовлення телеканалу «Niki Kids»
Транслюється під назвою «Читай по губах», всі надписи локалізовані.
- Ролі дублювали:
- Корнель — Андрій Альохін
- Берні Берґес — Олександр Погребняк

та інші.